# Pudding

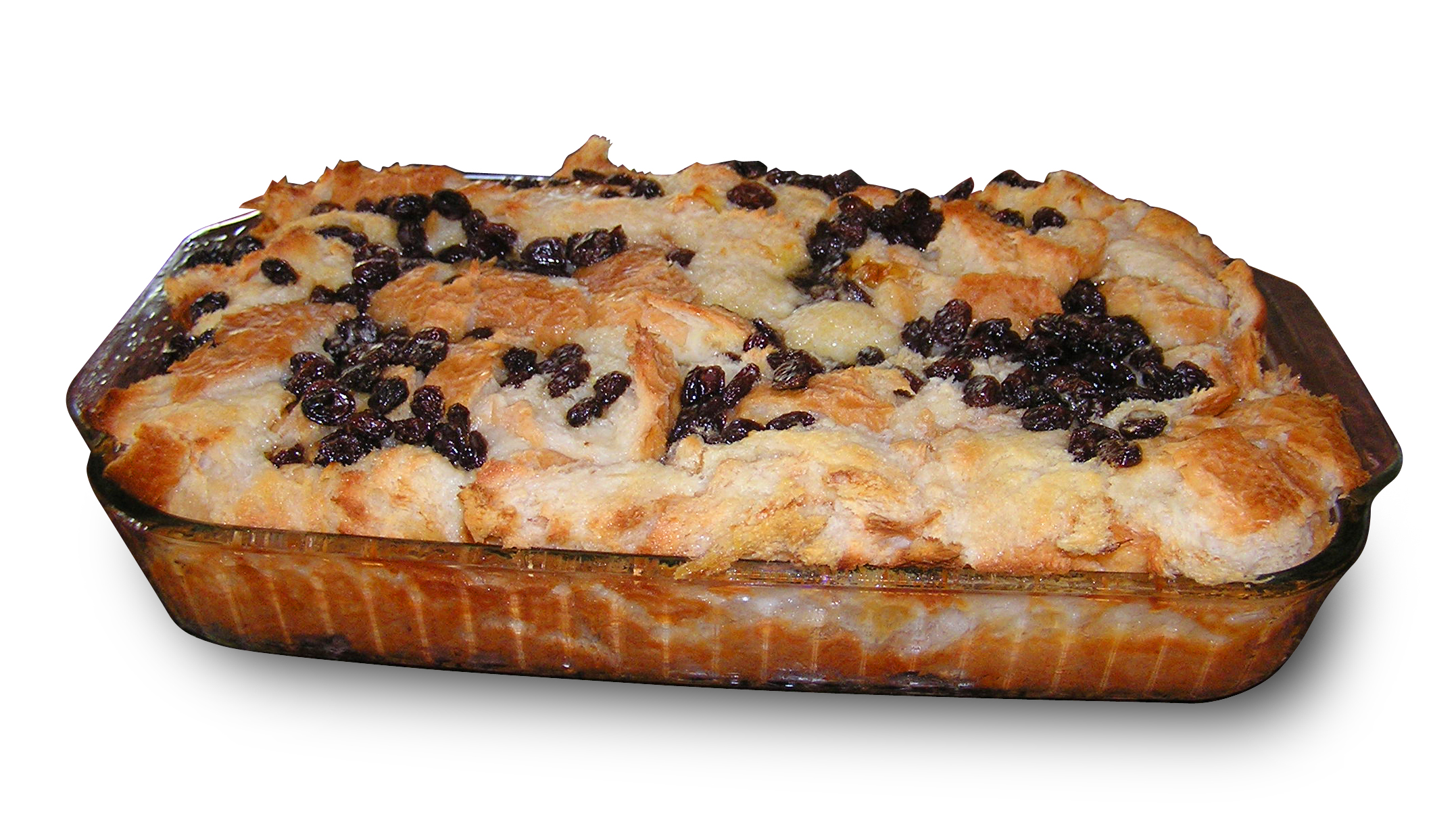
Pudding di pane, esempio di pudding dolce

Con il nome pudding si definiscono vari tipi di specialità alimentari diffuse nei paesi anglofoni.

## Pudding salato

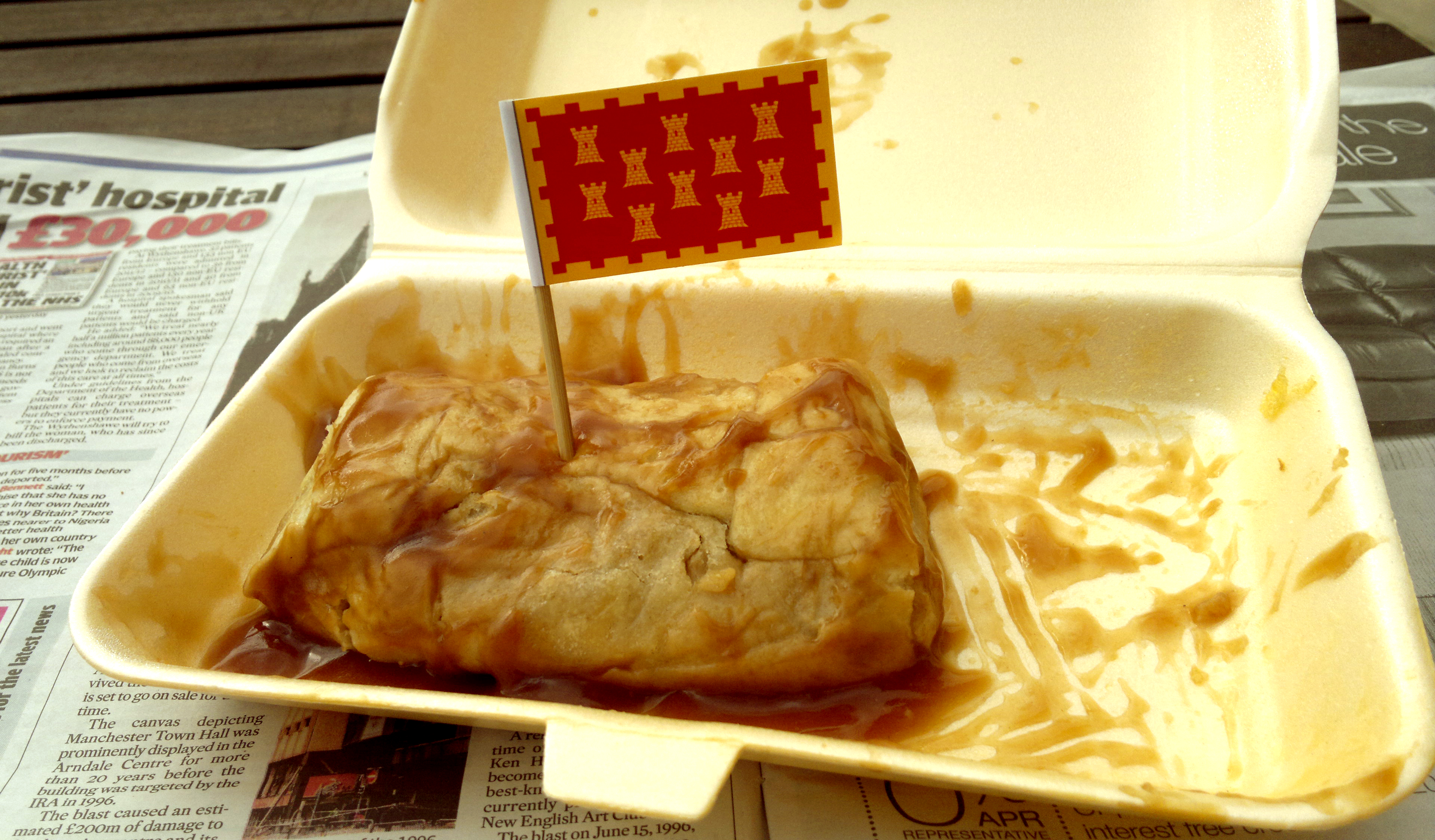
Rag pudding servito con salsa gravy e decorato con una bandierina della Grande Manchester

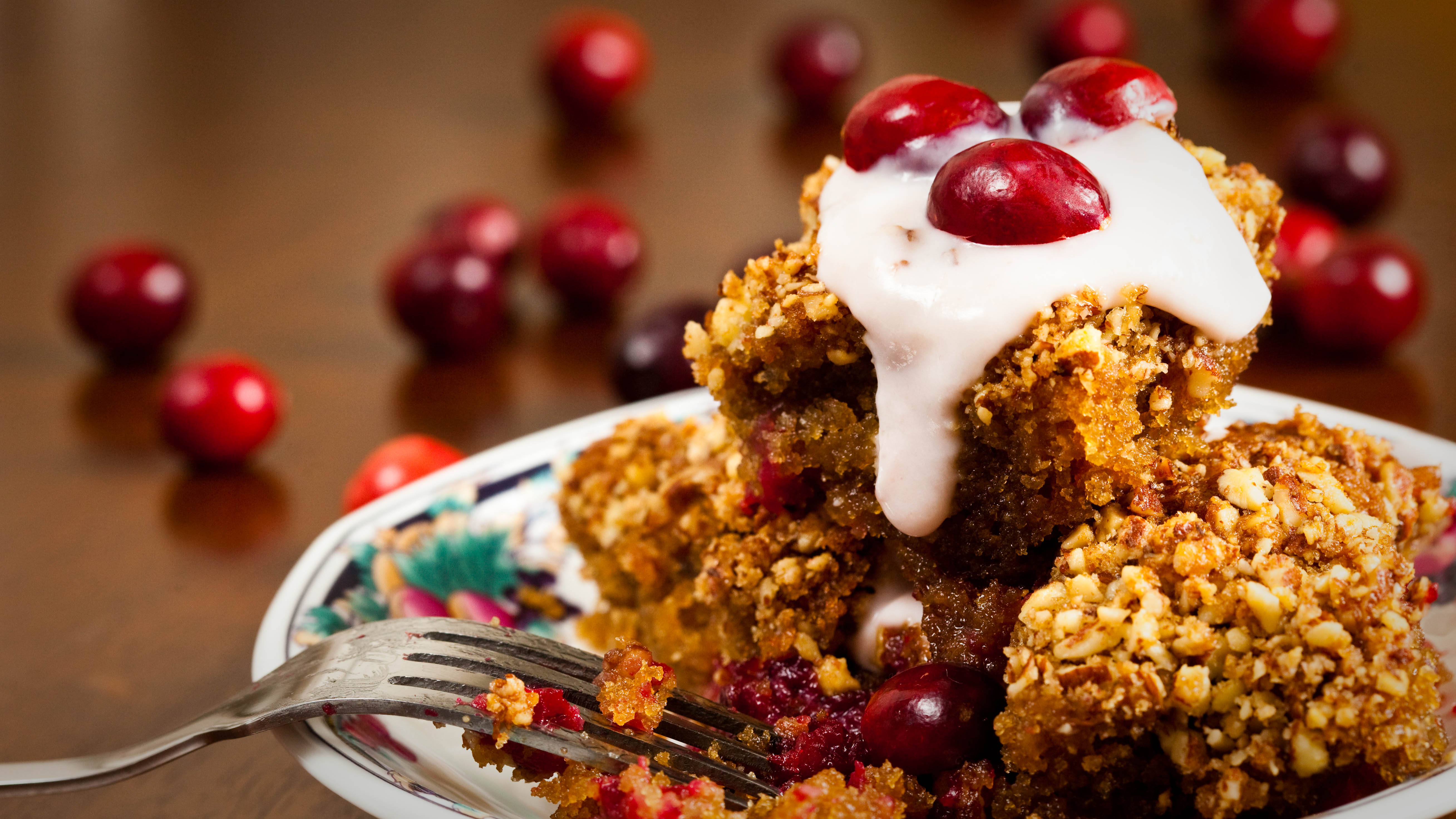
Pudding di mirtilli rossi, arancia e mandorle

Un primo tipo di pudding, comune soprattutto nelle Isole Britanniche e in Australia consiste di una massa solida ottenuta dalla miscelazione di vari ingredienti, anche salati o a base di carne, con farina di grano o di altri cereali. Questo tipo di pudding è simile a una torta o a un pasticcio o persino a una salsiccia. Può essere cotto al forno o bollito, e si consuma sia come pietanza principale sia come dessert.
I pudding bolliti di vario tipo erano una pietanza comune a bordo delle navi militari inglesi dei secoli XVIII e XIX. Famosi sono il black pudding, a base di sangue di maiale e cereali, e il white pudding, a base di carne varia e cereali, ma esistono anche varianti vegetariane. Questi tipi di pudding si trovano spesso anche fritti, soprattutto in Scozia, nelle famose friggitorie di Fish and Chips.

## Pudding dolce
Un secondo tipo di pudding, dolce e affine al budino, consiste in una mousse di zucchero o altri ingredienti dolci con agenti addensanti quali gelatina, uova, uva passa, fichi secchi, mandorle e altri ingredienti. Si consuma come dessert o snack dolce. Questo tipo di pudding dolce è quello di gran lunga più diffuso negli Stati Uniti, ed è quasi solo a questo tipo che si riferisce la parola "pudding" usata in lingue diverse dall'inglese.

## Pudding nella cultura di massa
- Pudding è il nome dato ad uno dei personaggi del famoso manga One Piece.
- Il nome che Harley Quinn dà al Joker è Pudding.
- Nella serie tv Lucifer è presente in molti episodi
- La puddinga è una roccia clastica